# Gliegerkarspitze
Il   Gliegerkarspitze    è una sezione della cresta nord-occidentale del Bretterspitze alta 2.575 m sopra il livello del mare, sito nelle Alpi dell'Algovia, nella Catena montuosa dell'Hornbach, nello stato federale austriaco del Tirolo, in Austria. La cresta consiste in una cima sussidiaria della Bretterspitze alta 2.575 m e ad est di questa vi è una cima rialzata alta 2.551 m detta "Ostgipfel". Essa ha l'aspetto di una doppia vetta, ma a causa della sua bassa altezza non è considerata una montagna indipendente.

## Geografia
Il Wasserfallkarspitze si trova nella catena montuosa dell'Hornbach a ovest di Elmen nella Lechtal. Le vette vicine sono l'Elferspitze, alta 2.512 m, a ovest, e lo Schwellenspitze, alta 2.496 m, a nord-est. A nord si trova il Faulholzerkar sopra Hinterhornbach nella valle Hornbachtal. A sud si trova il Wasserfallkar, a est il Großkar.
Il Gliegerkarspitze fa parte della catena dell'Hornbach, una catena montuosa delle Alpi dell'Algovia, delimitata a nord dalla Hornbachtal e a sud dalla Lechtal. Le vette immediatamente vicine al Gliegerkarspitze sono il Bretterspitze (2.608 metri) a est e il Wolekleskarspitze (2.522 metri) a sud-ovest. Il Gliegerkarspitze, il Bretterspitze e l'Urbeleskarspitze, situato più a est, incorniciano l'Urbeleskar, sulla soglia del cui circolo glaciale si trova il rifugio  "Kaufbeurer Haus" (2.007 m). L'omonimo Gliegerkar, invece, si apre a sud-est verso la Lechtal ed è delimitato dal Jungfernspitze, dal Woleckleskarspitze, dal Gliegerkarspitze e dal Bretterspitze.

## Prima salita
La Gliegerkarspitze fu scalata per la prima volta nel 1893 da Christian Wolff e la sua guida alpina Friedle.

## Accesso
Il fondovalle per la salita è Hinterhornbach. Da lì si può raggiungere in circa 2,5 ore la Kaufbeurer Haus e poi seguire il sentiero fino al Bretterspitze. Qui, tenendo la destra e seguendo un sentiero accidentato e ghiaioso si raggiunge una cresta che conduce alla cima orientale (2.551 m). L'attraversamento della cresta fino alla Gliegerkarspitze, alta 24 metri, è decisamente più impegnativo della sola salita della vetta orientale, non da ultimo a causa della maggiore esposizione. I requisiti per l'arrampicata sono di livello 1 (UIAA). Dalla vetta è interessante attraversare la cresta occidentale della Bretterspitze. Le deviazioni verso i fianchi accidentati possono sembrare lievi nella migliore delle ipotesi, ma sono rare. Sulla cresta si trova una roccia sorprendentemente solida, che si supera con un'arrampicata facile e divertente. Poco prima della cima del Bretterspitze, un breve tratto di parete richiede un'azione coraggiosa (UIAA II). Partendo dalla Kaufbeurer Haus, se si segue la linea di cresta, il tour appare molto suggestivo. Durata approssimativa 45 minuti.